# Senckenbergiana. Wissenschaftliche Mitteilungen der Senckenberischen Naturforschenden Gesellschaft
Senckenbergiana. Wissenschaftliche Mitteilungen der Senckenberischen Naturforschenden Gesellschaft (abreviado Senckenbergiana) fue una revista con ilustraciones y descripciones botánicas que fue publicada en Fráncfort del Meno desde el año 1919 hasta 1954. Fue reemplazada por Senckenbergiana Biologica.